# Grand Prix de Wallonie
Grand Prix de Wallonie – klasyczny wyścig kolarski, rozgrywany we wrześniu w południowej części Belgii w regionie Walonii. Należy do cyklu UCI Europe Tour i posiada kategorię 1.1.
Wyścig odbył się po raz pierwszy w 1935 roku i jest rozgrywany co rok (w latach 1940–1941, 1945–1947 i 1949–1969 wyścig nie odbył się). Pierwszym zwycięzcą został Belg Gustaaf De Greef, najczęściej triumfują kolarze gospodarzy (do 2018 roku na 59 dotychczasowych edycji Belgowie odnieśli 38 zwycięstwa). Najwięcej zwycięstw - po trzy, odnieśli Adolph Braeckeveldt i Nick Nuyens.